# Donderbus

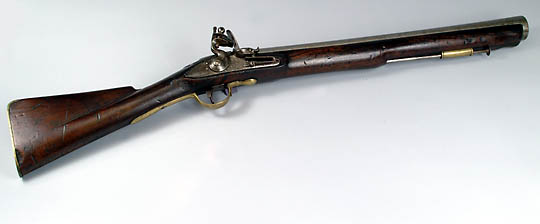
Een donderbus.

Een donderbus is een historisch handvuurwapen, ook wel een spreidloopgeweer genoemd dat vanaf de 16e eeuw werd gebruikt door strijdende partijen op het slagveld. Het was een militair wapen dat geschikt was om de tegenstander op korte afstand te bestoken. Het was zeker geen precisiewapen, maar op korte afstand uiterst gevaarlijk. Ook kon hiermee op een groep geschoten worden. Het wapen werd niet alleen gebruikt op het slagveld maar was ook bruikbaar voor zelfverdediging. Zo kon het wapen bijvoorbeeld gebruikt worden om vanaf een koets op een groep struikrovers te schieten.
De lading bestond uit een bundel kogels (ook wel een druiventros genoemd) of uit metaalscherven (kwaad scherp). Ook waren er varianten die een bundel vuurpijlen konden afschieten, om zo op zee de zeilen van de tegenstander in brand te schieten.
Sommige donderbussen waren zo zwaar dat ze tijdens het gebruik op een gaffel (een soort standaard) moesten worden geplaatst.
Een nadeel was dat het herladen van het wapen veel tijd kostte. Om deze reden verloor het wapen rond de 19e eeuw zijn waarde op het strijdtoneel.

## Trivia
- In het traditionele beeld van oude piraten dragen deze vaak een donderbus.
- De oudste nog bestaande Nederlandse donderbus stamt uit 1573.